# Warmwalzen

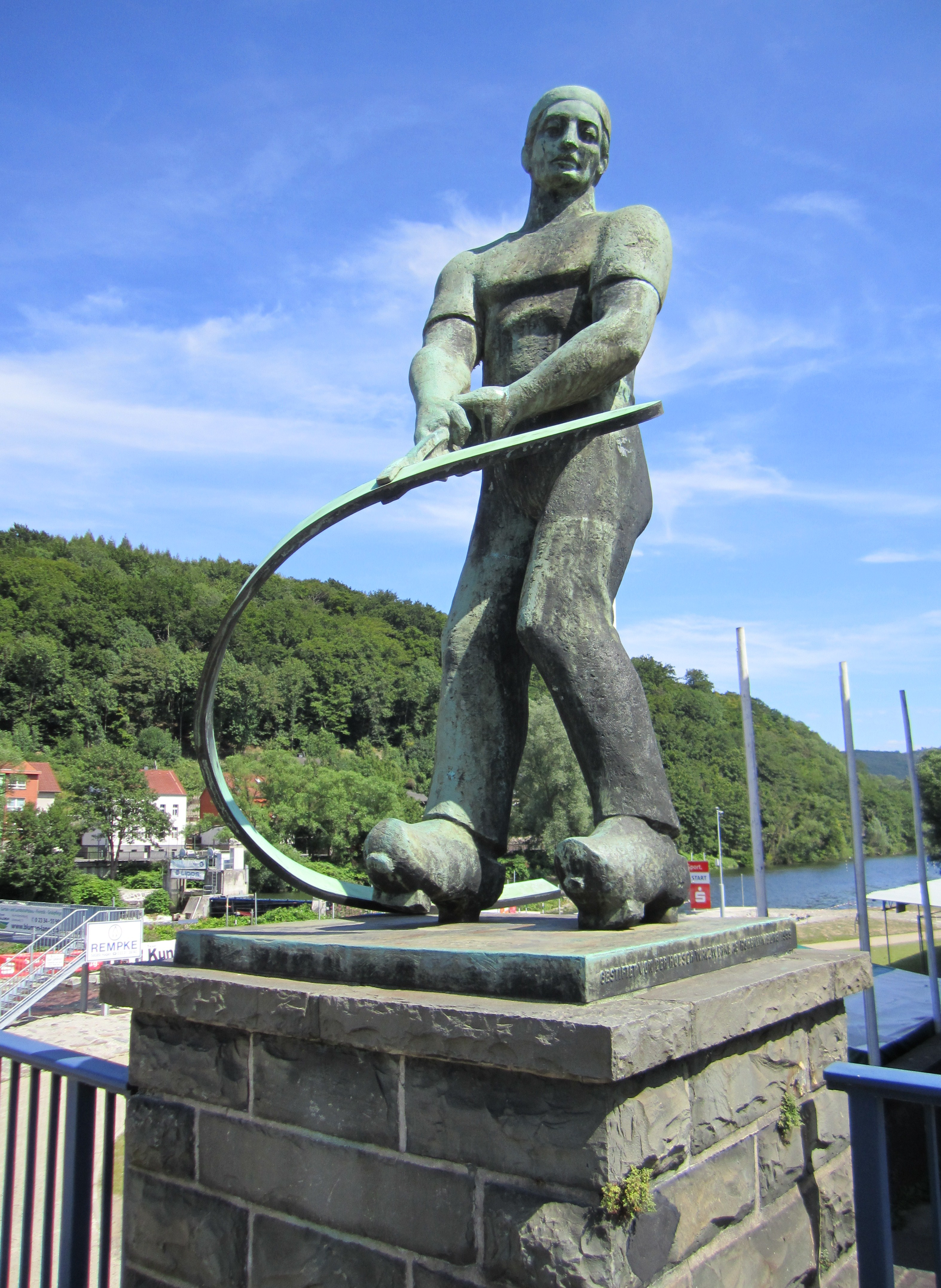
Warmwalzer-Denkmal in Hagen-Hohenlimburg an der Stennertbrücke

Als Warmwalzen bezeichnet man den Walzprozess eines Walzguts (Brammen, Knüppel, Draht etc.) bei einer Temperatur oberhalb der Rekristallisationstemperatur des zu verarbeitenden Metalls. Bei Stahl ist das in der Regel 720–1260 Grad Celsius, bei anderen Metallen liegen die Temperaturbereiche in anderen Größenordnungen (Aluminium z. B. 250 bis 500 Grad Celsius).
Der Vorteil des Warmwalzens ist, dass das Walzgut bei höheren Temperaturen weicher ist und damit mit geringerer Kraft umgeformt werden kann. Beim Stahl befindet sich das Metall zudem im austenitischen statt im ferritischen Zustand (d. h., die Eisenatome sind kubisch flächenzentriert statt kubisch raumzentriert angeordnet). Im austenitischen Bereich sind Umformgrade bis 250 (d. h. geometrische Verhältnisse von Eingangs- zu Ausgangsgröße bis 1:250) möglich (Beispiel: typische Brammendicke in einer Warmbreitbandstraße ist 240 mm, Enddicken sind minimal 0,8 mm – bei geringeren Dicken kühlt das Band zwischen den einzelnen Walzvorgängen zu sehr ab); im Flachstahlbereich sind in einer typischen Warmbreitbandstraße Umformgrade bis 120 möglich. Für Enddicken unter 3 mm wird Stahl jedoch oft kaltgewalzt (z. B. Walzen im rein ferritischen Bereich des Stahls). Beim Kaltwalzen sind ohne Zwischenglühen nur Umformgrade bis 10 erreichbar.
Für das Warmwalzen verwendete Anlagen sind Warmbreitbandstraßen für Blech sowie Drahtstraßen und Stabstraßen für Profile, Rund- und Kantmaterial.
Für die Herstellung des erforderlichen Vormaterials (Knüppel und Vorbrammen) werden Block- und Brammenwalzwerke verwendet.
Eine Sonderform ist das Dünnbrammengießen (auch CSP - Compact Strip Production genannt), bei dem der flüssige Stahl in einer Stranggießanlage zu einem endlosen Band gegossen, geteilt und in einer Fertigstraße zu Warmband gewalzt wird.
Bei Aluminium können je nach Legierung Warmbanddicken von zwei bis sechs Millimeter erzielt werden, darunter geht die Wärme wegen der hohen Leitfähigkeit zu schnell verloren. Für weitere Dickenabnahmen muss das Blech kaltgewalzt werden.

## Walzverfahren
Hinsichtlich der Temperaturführung werden für Stahl verschiedene Walzverfahren unterschieden.

### Konventionelles Walzen
Nach dem Austenitisieren wird das Walzgut bei relativ hohen Temperaturen gewalzt. Nach dem Abkühlen muss es noch normalgeglüht werden, um ein festes und zähes Gefüge einzustellen.

### Normalisierendes Walzen
Das normalisierende Walzen findet bei Temperaturen wenig oberhalb des Umwandlungspunktes AR3 statt, also noch im Austenitgebiet. Anschließend wird es auf Raumtemperatur abgekühlt. Das eingestellte Gefüge entspricht dem normalgeglühten Werkstoff und muss deshalb nicht nochmals wärmebehandelt werden. Der Auslieferungszustand wird im Werkstoffnamen mit dem Suffix +N gekennzeichnet.

### Thermomechanisches Walzen
Für thermomechanisches Walzen wird das Material mit geringen Mengen (weniger als 0,1 %) Niob, Vanadium oder Bor legiert. Es wird deshalb auch als Mikrolegieren bezeichnet. Die Legierung verzögert die Rekristallisation. Die Umformung erfolgt zumindest in den letzten Stichen zwischen der Temperatur TNR, wo keine Rekristallisation des Austenits mehr erfolgt, und AR3. Es entsteht verfestigter Austenit. Dieser wandelt anschließend während einer schnellen Abkühlung in feinkörnigen Ferrit um. Die Abkühlung wird bei einer Temperatur oberhalb 600 °C gestoppt, um Ausscheidungen ablaufen zu lassen. Es entsteht ein feinkörniges Gefüge, das zusätzlich ausscheidungsverfestigt ist.
Dieser Auslieferungszustand wird im Werkstoffnamen mit dem Suffix MC gekennzeichnet.

### Ferritisches Walzen
Stahlsorten mit geringen Kohlenstoffgehalt können ferritisch gewalzt werden. Dabei wird ausgenutzt, dass das ferritische Gefüge nahe der Umwandlungstemperatur deutlich weicher ist als das austenitische Gefüge oberhalb der Umwandlungstemperatur. Es entsteht verfestigter Ferrit, der noch in der Walzhitze rekristallisieren kann, um ein feinkörniges Gefüge zu erhalten.